# رائول کامارا
رائول کامارا (انگلیسی: Raúl Cámara؛ زادهٔ ۲۸ فوریهٔ ۱۹۸۴) بازیکن فوتبال اهل اسپانیا است.
از باشگاه‌هایی که در آن بازی کرده‌است می‌توان به باشگاه فوتبال اتلتیکو مادرید، باشگاه فوتبال رکریتیوو اوئلوا، باشگاه فوتبال اسپورتینگ خیخون، باشگاه ورزشی تنریف، و باشگاه فوتبال خرز اشاره کرد.